# Liste der Nummer-eins-Hits in Kanada (2005)
Diese Liste enthält alle Nummer-eins-Hits in Kanada im Jahr 2005. Es gab in diesem Jahr zwölf Nummer-eins-Singles.
| Singles | Alben |
| --- | ----- |
| - Band Aid 20 – Do They Know It’s Christmas? - 5 Wochen (11. Dezember 2004 – 14. Januar 2005) - Usher feat. Alicia Keys – My Boo - 5 Wochen (15. Januar – 18. Februar) - U2 – All Because Of You - 3 Wochen (19. Februar – 11. März, insgesamt 5 Wochen) - Amanda Stott – Paper Rain - 2 Wochen (12. März – 25. März) - Pepper’s Ghost – You're In My Heart (Little Pretty) - 1 Woche (26. März – 1. April) - U2 – All Because Of You - 2 Wochen (2. April – 15. April, insgesamt 5 Wochen) - U2 – Sometimes You Can't Make It On Your Own - 3 Wochen (16. April – 6. Mai) - American Idol Season 4 Finalists – When You Tell Me That You Love Me - 5 Wochen (7. Mai – 10. Juni) - The White Stripes – Blue Orchid - 1 Woche (11. Juni – 17. Juni) - Carrie Underwood – Inside Your Heaven - 8 Wochen (18. Juni – 12. August) - Hedley – On My Own - 1 Woche (13. August – 19. August) - Pussycat Dolls feat. Busta Rhymes – Don’t Cha - 8 Wochen (20. August – 14. Oktober) - Melissa O’Neil – Alive - 7 Wochen (25. Oktober – 2. Dezember, insgesamt 9 Wochen) - Madonna – Hung Up - 2 Wochen (3. Dezember – 16. Dezember, insgesamt 14 Wochen) - Melissa O’Neil – Alive - 2 Wochen (17. Dezember – 30. Dezember, insgesamt 9 Wochen) - Madonna – Hung Up - 12 Wochen (31. Dezember 2005 – 24. März 2006, insgesamt 14 Wochen) |       |